# II. DDR-Liga
II. DDR-Liga je dnes již neexistující třetí nejvyšší fotbalová soutěž pořádaná na území Východního Německa. Pořádala se v letech 1955–1963. Během této doby se několikrát změnil název i formát soutěže.
Po celou dobu existence sestupovaly poslední týmy do Bezirksligy, jejíž jednotlivé skupiny byly řízeny dle krajské spádovosti:
- Bezirksliga Schwerin
- Bezirksliga Rostock
- Bezirksliga Neubrandenburg
- Bezirksliga Magdeburg
- Bezirksliga Potsdam
- Bezirksliga Berlin
- Bezirksliga Halle
- Bezirksliga Frankfurt/Oder
- Bezirksliga Cottbus
- Bezirksliga Gera
- Bezirksliga Erfurt
- Bezirksliga Suhl
- Bezirksliga Dresden
- Bezirksliga Leipzig
- Bezirksliga Karl-Marx-Stadt